# Gare de Pas-des-Lanciers
Gare de Pas-des-Lanciers vasútállomás Franciaországban, Marignane településen.

## Vasútvonalak
Az állomást az alábbi vasútvonalak érintik:
- Párizs–Marseille-vasútvonal

## Kapcsolódó állomások
A vasútállomáshoz az alábbi állomások vannak a legközelebb:
- Gare de L'Estaque
- Gare de Vitrolles-Aéroport-Marseille-Provence